# Округ Лејк (Калифорнија)
Лејк (енгл. Lake County) је округ у америчкој савезној држави Калифорнија.

## Демографија
По попису из 2010. године број становника је 64.665, што је 6.356 (10,9%) становника више него 2000. године.
| Група             | 2000.          | 2010.          |
| Белци             | 46.933 (80,5%) | 47.938 (74,1%) |
| Афроамериканци    | 1.233 (2,1%)   | 1.232 (1,9%)   |
| Азијати           | 482 (0,8%)     | 724 (1,1%)     |
| Хиспаноамериканци | 6.639 (11,4%)  | 11.088 (17,1%) |
| Укупно            | 58.309         | 64.665         |